# 多齿瘦猛水蚤
多齿瘦猛水蚤（学名：Bryocamptus vejdovskyi）为异足猛水蚤科瘦猛水蚤属的动物。分布于俄罗斯、罗马尼亚、捷克斯洛伐克、南斯拉夫、波兰、法国、德国、瑞士、瑞典、丹麦以及中国大陆的云南、黑龙江等地，常见于小型水域及较大水域的沿岸带以及在间歇性的水域中亦有分布。